# 30 Dywizja Piechoty (Imperium Rosyjskie)
30 Dywizja Piechoty (ros. 30-я пехотная дивизия) – dywizja piechoty Armii Imperium Rosyjskiego, w tym okresu działań zbrojnych I wojny światowej.

## Charakterystyka
W 1914  wchodziła w skład 4 Korpusu Armijnego. Sztab dywizji stacjonował w Mińsku. W tym czasie dywizja etatowo posiadała cztery pułki po cztery bataliony oraz brygadę artylerii polowej z 6 bateriami po 8 dział. Doświadczenie zdobyte podczas walk na frontach I wojny światowej  skutkowało zmianami organizacyjnymi. Zimą z 1916 na 1917 rozpoczęto reorganizację dywizji piechoty. Zredukowano liczbę batalionów z 16 do 12 i zmniejszono liczbę dział polowych na mniej aktywnych odcinkach frontu.

## Struktura organizacyjna
Organizacja w 1914
- 1 Brygada Piechoty (Słonim)
  - 117 Jarosławski pułk piechoty (Rohaczów)
  - 118 Szujski pułk piechoty (Słonim)
- 2 Brygada Piechoty (Mińsk)
  - 119 Kołomieński pułk piechoty (Mińsk)
  - 120 Sierpuchowski pułk piechoty (Mińsk)
- 30 Brygada Artylerii